# Coronación Canónica de la Virgen de los Dolores
María Santísima de los Dolores, fue coronada canónicamente el 4 de octubre de 1986 en una ceremonia multitudinaria que tuvo lugar en la Catedral de Málaga.

## Antecedentes
La coronación de la Virgen fue iniciativa de la Pontificia, Real, Ilustre y Venerable Archicofradía Sacramental de Culto y Procesión del Santísimo Cristo de la Expiración y María Santísima de los Dolores Coronada. Era un tema que se llevaba tratando con tranquilidad desde los años 70, pero el 19 de enero de 1984, un ladrón escaló la rejería de la capilla de la Virgen y le robó su corona de salida de Manuel Seco Velasco, regalada por quien es Hermano Mayor Perpetuo y Honorario, y fuera su mayor devoto, Don Enrique Navarro Torres. Durante todo ese año se trabajó en elaborar la solicitud correspondiente para poder coronar a la Virgen de los Dolores. La petición se trasladó oficialmente al Obispado de Málaga el 20 de enero de 1985, con una solicitud apoyado por más de 15,000 firmas de malagueños, hermanos de la Archicofradía, devotos de la Virgen de los Dolores y vecinos del barrio de El Perchel, y la adhesión de un gran número instituciones como peñas, grupos de baile y música, Hermandades y Cofradías, comunidades vecinales, así como la del propio pueblo de Málaga. Durante todo ese año, la ciudad vivió con nervios la resolución de la petición, al ser la Virgen de los Dolores una de las dolorosas más populares y devocionales de la ciudad.
Es el 19 de abril de 1986 cuando finalmente fue decretada la coronación de la Virgen, recibiéndose el Breve de Coronación firmado por el Obispo de Málaga Ramón Buxarrais Ventura, eligiendo la Hermandad la fecha del 4 de octubre de ese mismo año para la celebración.
El 7 de julio de 1986, fue recibida una carta firmada y sellada por el Papa San Juan Pablo II, en la que se agregaba a la Coronación y daba a la misma la Bendición Apostólica.
Juan Carlos de Borbón y Borbón, rey de España, aceptaría la presidencia de honor de los actos y de la coronación.

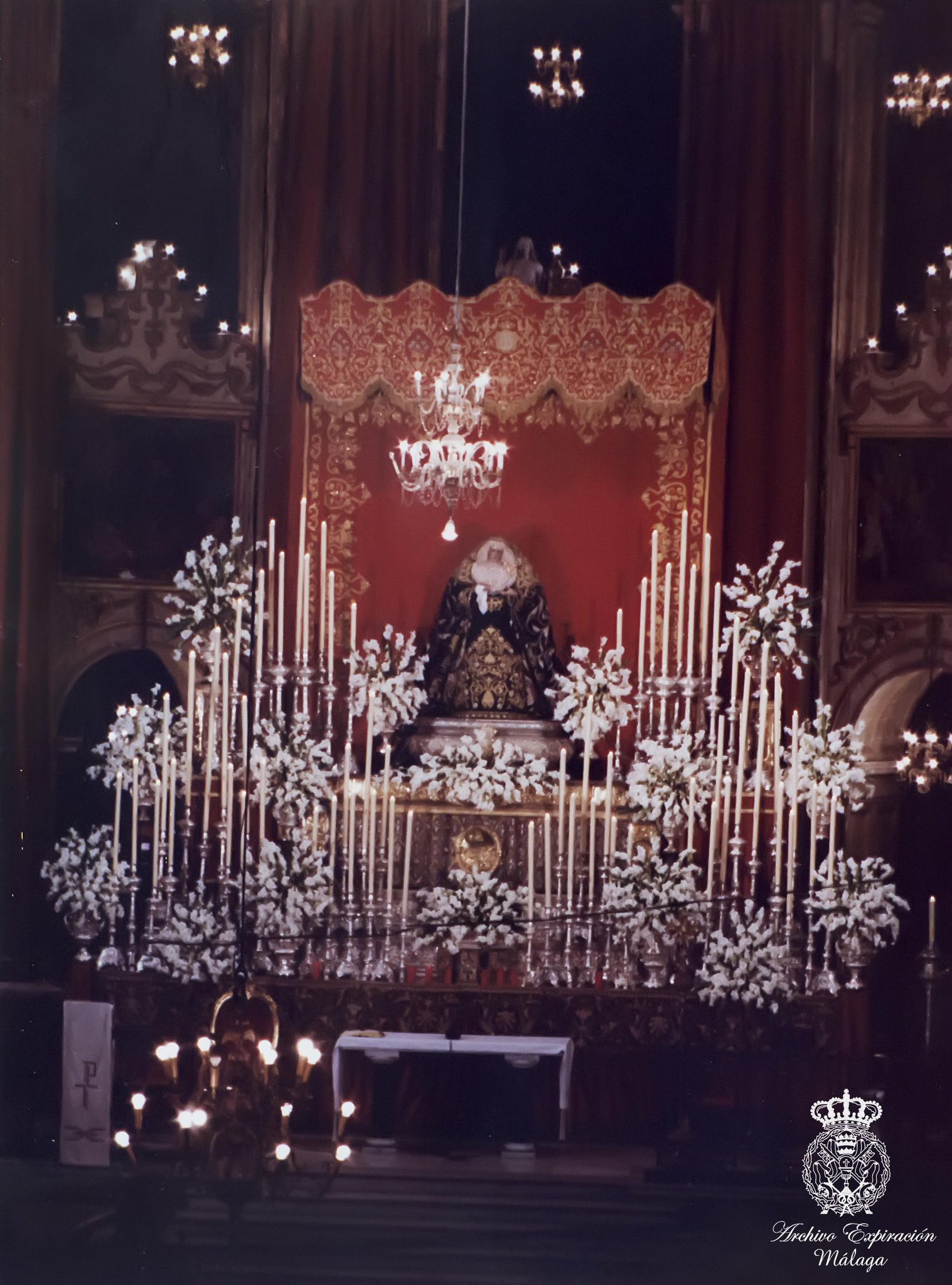
Triduo de Coronación.

## Actos preparativos
La Coronación Canónica se vio precedida por una serie de actos religiosos y culturales que se desarrollaron durante los meses previos a la ceremonia.
- Durante todo el año de 1986, la corona de coronación quedó expuesta en el museo de la Casa de Hermandad.
- Triduo Preparatorio los días 27,28 y 29 de agosto en la Iglesia de San Pedro dirigido por el Reverendo Padre D. Manuel Gómez López.
- Triduo Eucarístico al Santísimo Sacramento los días 12,13 y 14 de septiembre, predicados por los Reverendos Padres D. Giovanni Lanzafame del Observatore Romano, D. José Miranda Sainz Párroco de San Pedro y D. José Diéguez Rodríguez hermano de la Cofradía.
- El día 27 de septiembre en el Real Conservatorio de Música María Cristina, se celebró el pregón de esta gran efeméride, a cargo del Rvdo. Padre D. Ramón Cué Romano. Se estrena la marcha “Coronación” de D. Perfecto Artola Prats.
- El 28 de septiembre la Hermandad realizó un Rosario de la Aurora para el traslado de venerada imagen, desde la parroquia de San Pedro hasta la Catedral.
- Los días 1,2 y 3 de octubre se celebró el solemne Triduo de Coronación, predicado por el Excmo. y Rvdmo. D. Emilio Benavent Escuín, Vicario  General Castrense, en el que participaron el Coro de Cámara “Francisco Guerrero”, el Orfeón Universitario de Málaga y la Coral de Santa María de la Victoria.

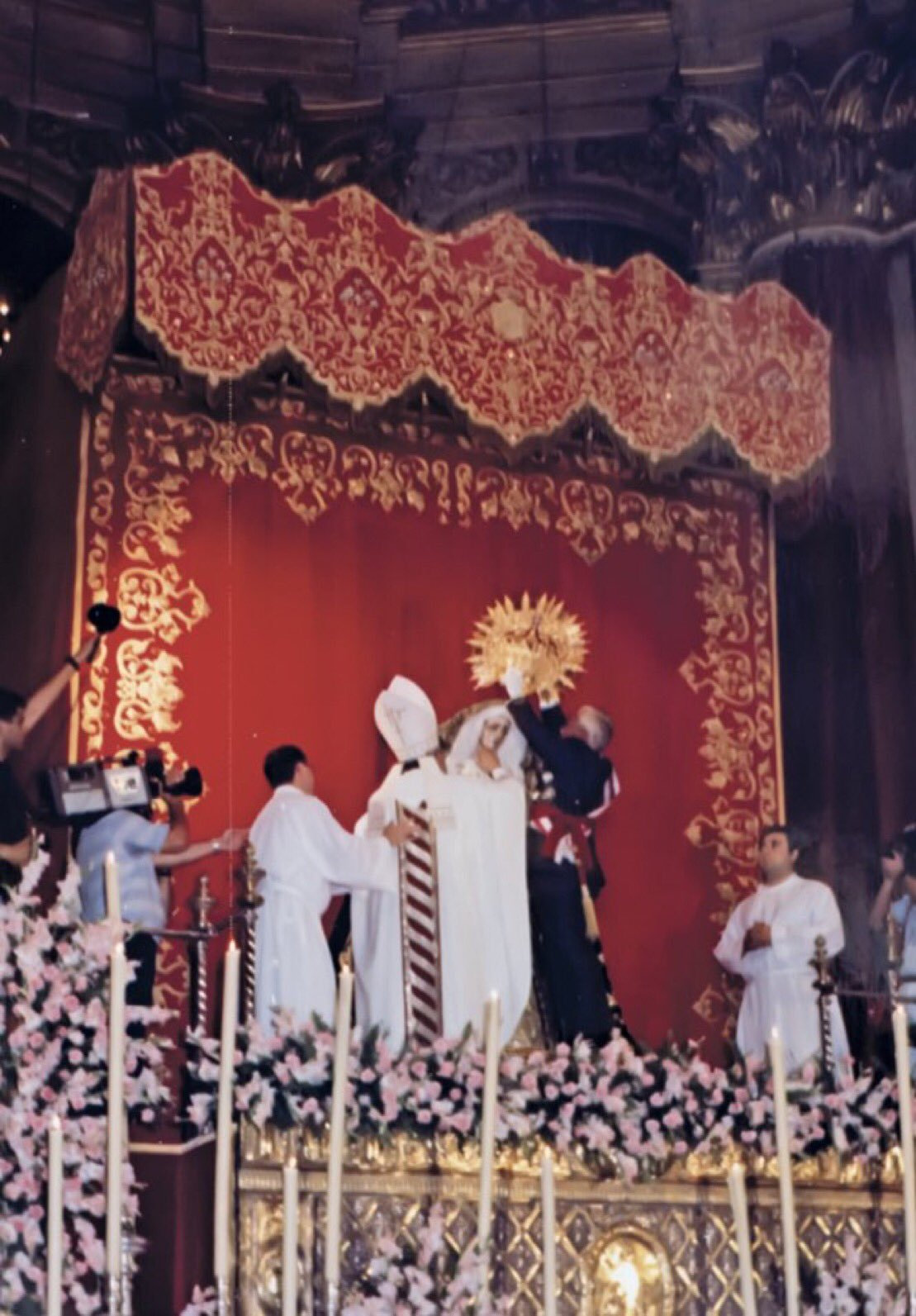
La Coronación de la Virgen de los Dolores.

## El pregón
El día 27 de septiembre en el Real Conservatorio de Música María Cristina, se celebró el pregón de esta gran efeméride. En el prólogo se estrena la marcha “Coronación” del profesor D. Perfecto Artola Prats, que dirigida por el mismo interpreta la banda de música de Miraflores-Gibraljaire. Casi desde ese mismo día se convirtió en el Himno de la Hermandad. A continuación, se realizó el Pregón a cargo del Reverendo Padre D. Ramón Cué Romano.
"Málaga la ha coronado... Málaga ha coronado a su Virgen. María, Reina y Madre de los Dolores Coronada".
Embargó a todos de emoción, al escuchar de su brillante y vibrante palabra, la magnífica disertación que realizó sobre la Realeza de María Santísima y el significado de la Coronación. Todo lo improvisó, y gracias a su gran saber y conocimiento teológico, así como su capacidad creativa para la literatura, supo pregonar de manera magistral la Coronación de la Virgen de los Dolores.

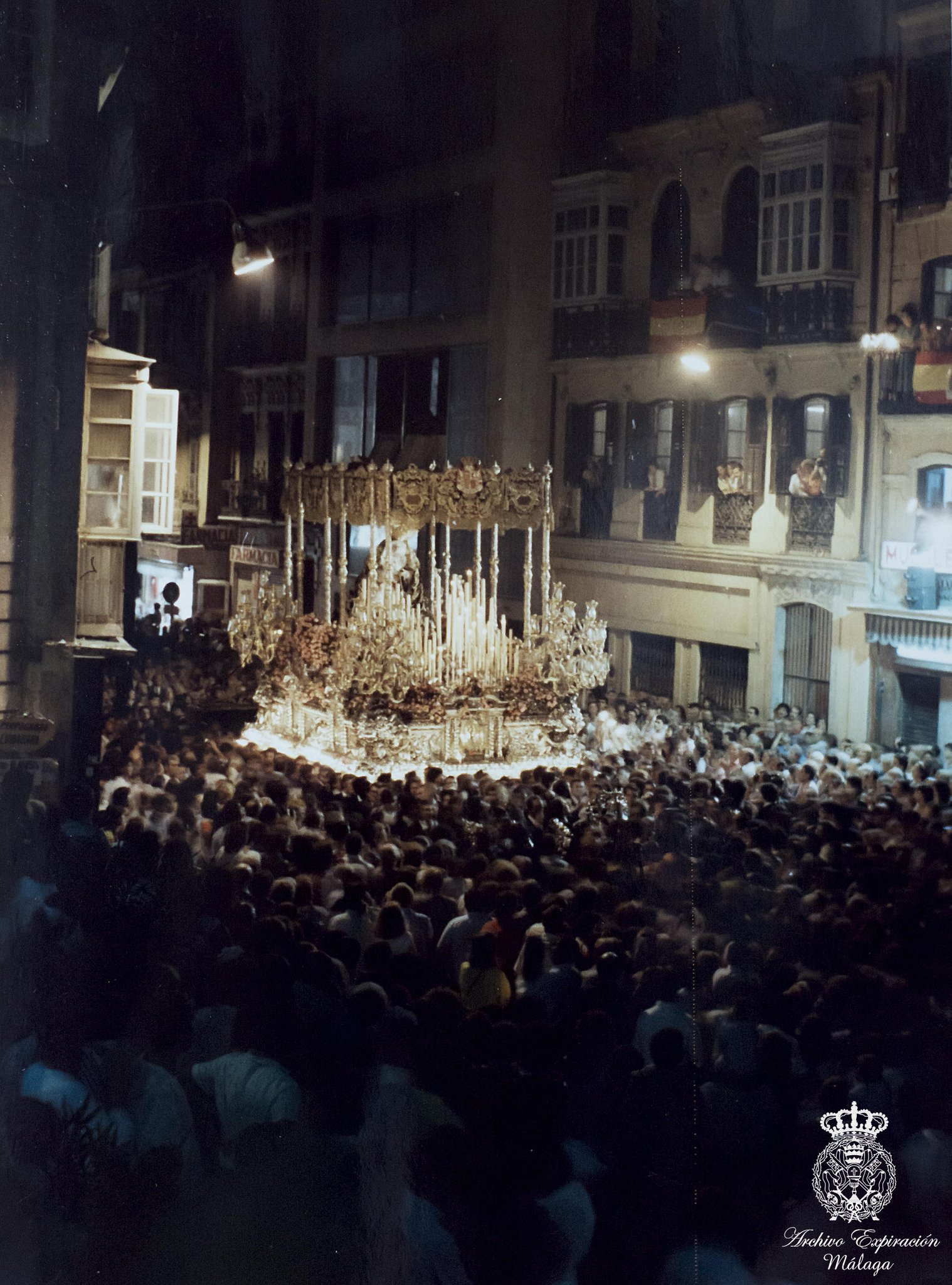
La Virgen de los Dolores bajo palio ya coronada.

## El traslado
Al día siguiente, 28 de septiembre, la Virgen de los Dolores fue trasladada a la Santa Iglesia Catedral. Se celebró con un Rosario de la Aurora. La Virgen lució un exorno de nardos, con grandes esquinas, y velas rizadas, regalo de coronación de la Hermandad de la Salud. Todo el recorrido fue acompañado por el rezo de multitud de personas, antecediéndola un cortejo de más de 2000 personas rezando. La Virgen fue recibida con el replicar de todas las campanas de la Catedral. Al finalizar el traslado quedó expuesta en devoto besamano. Desde esa misma tarde comenzaron los preparativos del Solemne Triduo de Coronación.

## La Coronación
El día 4 de octubre, a las seis y media de la tarde, se celebró el Solemne Pontifical de la Coronación Canónica de la Virgen de los Dolores. La Virgen presidió sublime la Capilla Mayor del Templo en un impresionante altar. Celebró y presidió la Eucaristía el Excmo. y Rvdmo. Arzobispo de Granada D. José Méndez Asensio, al que acompañó el Excmo. y Rvdmo. Obispo de Málaga D. Ramón Buxarrais Ventura y el Excmo. y Rvdmo. Arzobispo D. Emilio Benavent Escuín, que también había sido Obispo de la Diócesis y Vicario General Castrense, acompañados de numerosos sacerdotes. Actuaron como Padrinos de la ceremonia el Ayuntamiento de Málaga y, representando a la Guardia Civil, el General de División Excmo. Sr. D. Francisco Javier Cereceda Colado Subdirector del Cuerpo y su distinguida esposa, escoltados de una amplia representación de Jefes y Oficiales del Benemérito Instituto, asó como todas las autoridades civiles y militares de la provincia. La catedral estaba llena de un público deseoso de ver la primera Coronación Canónica de una dolorosa en Málaga. Se instalaron altavoces en las inmediaciones del templo debido a que éste ya estaba totalmente abarrotado. Mientras el Solemne Pontifical iba avanzado, el Arzobispo de Granada dijo en un momento:
“Todos sentimos esta tarde el escalofrió de esta presencia de la Iglesia de Málaga, aclamando a su Señora, la Virgen de los Dolores”.
En efecto, una intensa emoción embriagaba a los asistentes, contagiándose del fervor de la ceremonia. Los hermanos de la Expiración y devotos de la Virgen no pudieron disimular su gran emoción, ni la alegría que les inundó el corazón, y unidos al resto de los fieles, que llenaban las naves de la primera Iglesia de la Diócesis, no reprimieron un enorme y largo aplauso en el momento que la corona ciñó las benditas sienes de María Santísima de los Dolores “Coronada” desde este día, siendo este el reconocimiento de la Iglesia a la gran devoción que inspira la venerada efigie. Esta histórica, devocional y grandiosa jornada quedó grabado con letras de oro en la memoria de la Ciudad de Málaga, y ya para siempre será uno de los más importantes en la historia de la Archicofradía Expiración.

## La procesión de regreso
El día 5 de octubre, durante toda la mañana, la Virgen estuvo en su trono procesional recibiendo una gran ofrenda floral por parte del pueblo de Málaga. A las cinco de la tarde comenzó la procesión Triunfal de Alabanza, acompañada a su paso por un gran público lleno de fervor popular desde la salida hasta su llegada al Barrio de El Perchel. Durante todo el recorrido se produjeron momentos imborrables y va recogiendo piropos, aplausos, petaladas y todo el cariño de Málaga, así como cantes flamencos y bailes por malagueñas y verdiales. Al llegar a la Tribuna de los Pobres, la gran bulla que antecedía el trono, formada por un enfervorizado público, guardó silencio para escuchar las malagueñas cantadas a la Virgen de los Dolores, finalmente estallando en aplausos y vítores, entre los cuales se escuchó el ya famoso: "Viva la Reina de España entera".
Su paso por esta zona fue muy concurrido, y hubo una grandísima expectación. Al llegar a las inmediaciones de El Perchel, después de su recorrido triunfal, ya de madrugada, el Cristo de la Expiración salió a su encuentro, siendo este el último gran momento de este día. A continuación, se recogieron madre e hijo entre el entusiasmo de todas las personas allí congregadas, dejando el ambiente cargado de toda la fe y religiosidad vividas en aquellos días inolvidables.